# KompoZer
KompoZer je fork WYSIWYG editoru pro vytváření a správu webových stránek. Jedná se o pokračovatele WYSIWYG editoru Nvu. Jedná se tedy o editor, jehož snahou je zpřístupnit vytváření webových stránek uživatelům bez nutnosti znalosti HTML. Cílem je též opravit základní nedostatky Nvu.

## Historie verzí
| 0.7.1  | 8. července, 2006  |
| 0.7.5  | 14. července, 2006 |
| 0.7.7  | 23. července, 2006 |
| 0.7.9  | 14. července, 2007 |
| 0.7.10 | 30. srpna, 2007    |
| 0.8a2  | 8. dubna, 2009     |
| 0.8a3  | 9. května, 2009    |
| 0.8a4  | 15. května, 2009   |
| 0.8b1  | 12. října, 2009    |
| 0.8b2  | 23. února, 2010    |
| 0.8b3  | 2. března, 2010    |